# Grupo Wangshi
O Grupo Wangshi  (em chinês 王氏群; pinyin: Wángshì Qún) é um grupo geológico em Shandong, China, cujos estratos datam dos estágios Coniaciano a Campaniano do Cretáceo Superior. Restos de dinossauros estão entre os fósseis recuperados do grupo.

## Espécimes encontrados

### Formação Xingezhuang
- Ischioceratops[3]
- Shantungosaurus[4]
- Sinoceratops[3]
- Zhuchengceratops[5]
- Zuchengtitan[6]
- Zhuchengtyrannus[7]

### Formação Jingangkou
- Tanius[4]
- Laiyangosaurus[8]
- Micropachycephalosaurus[4]
- Pinacosaurus[4]
- Tsintaosaurus[4]